# Coal Mine (Couva-Tabaquite-Talparo)
Coal Mine es una localidad de Trinidad y Tobago, que forma parte de la región de Couva-Tabaquite-Talparo.

## Geografía
La localidad abarca parte de la isla Trinidad y limita al norte con Balmain, al sur con Balmain e Indian Trail, al este con Spring Village North e Indian Trail y al oeste con Balmain.

## Demografía
Datos demográficos de la localidad de Coal Mine:
| Gráfica de evolución demográfica de Coal Mine entre 2000 y 2011 |
|                                                                 |